# Horse Barn
Pour les articles homonymes, voir Horse.
La Horse Barn est une grange dans le comté de Garfield, dans l'Utah, aux États-Unis. Situé au sein du parc national de Bryce Canyon, ce bâtiment construit en 1929 dans le style rustique du National Park Service est inscrit au Registre national des lieux historiques depuis le 25 avril 1995.